# Luiziânia (ort)
Luiziânia är en ort i Brasilien.   Den ligger i kommunen Luiziânia och delstaten São Paulo, i den södra delen av landet, 700 km söder om huvudstaden Brasília. Luiziânia ligger 426 meter över havet och antalet invånare är 5 030.
Terrängen runt Luiziânia är platt. Närmaste större samhälle är Clementina, 18,0 km nordväst om Luiziânia. 
Omgivningarna runt Luiziânia är huvudsakligen savann. Runt Luiziânia är det glesbefolkat, med 9 invånare per kvadratkilometer.